# Rue de Paris (Les Lilas)
Pour les articles homonymes, voir Rue de Paris.
La rue de Paris, est l'une des artères principales des Lilas. Elle suit le tracé de la route départementale 117.

## Situation et accès
Partant de Paris, cette rue forme le point de départ de l'avenue Faidherbe, puis croise notamment la rue Jean-Moulin (anciennement rue de l'Avenir), la rue du Garde-Chasse et l'avenue Paul-de-Kock.
Elle est desservie par la station de métro Mairie des Lilas, sur la ligne 11 du métro de Paris.

## Origine du nom

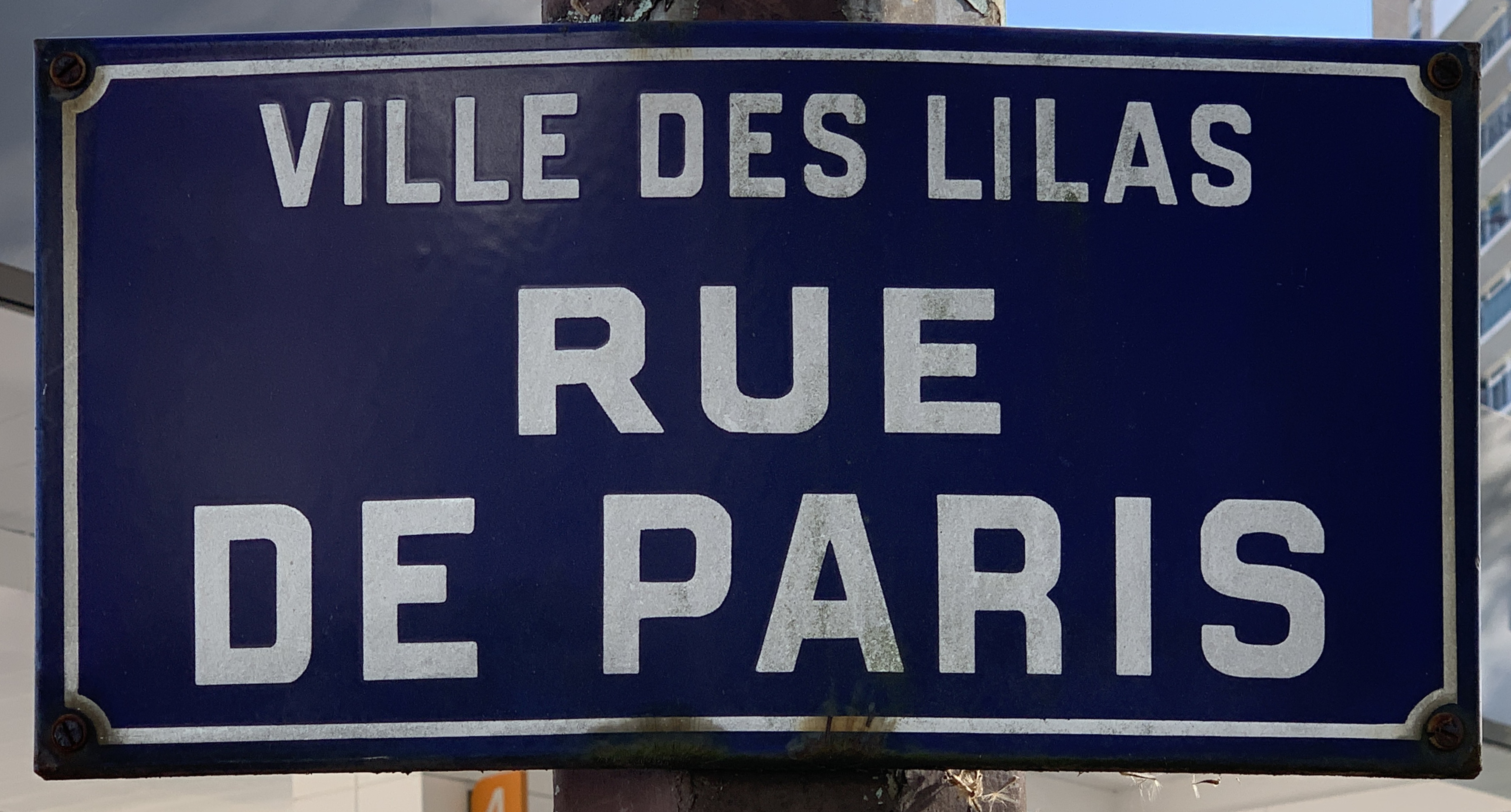
Plaque de la rue.

Cette artère est le chemin le plus court vers Paris. . Ainsi, de nombreuses communes situées autour de la capitale qui sont traversées par une rue éponyme.

## Historique

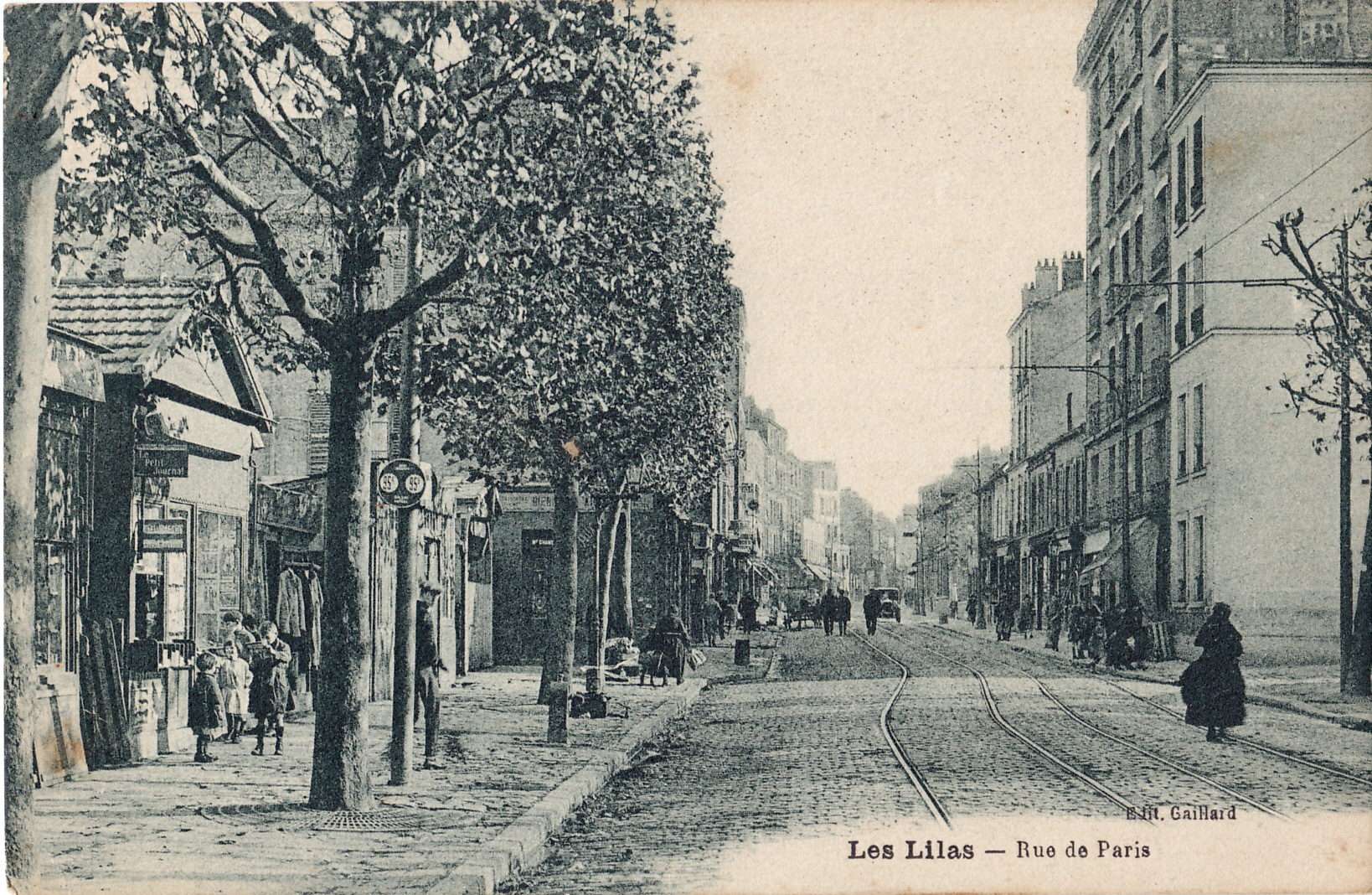
Les Lilas: Rue de Paris.

Cette voie de communication forme l'axe central du développement urbain des Lilas. La « route de Paris par Belleville à Romainville » existe déjà en 1740. Comme la commune n'a été créée qu'en 1867, cette route, bien qu'importante, ne faisait pas partie d'une entité urbaine. La partie entre la rue des Frères-Flavien et la rue des Fougères longeait l'ancien parc du château des Bruyères disparu en 1760.
De nombreuses voies radiales des communes de la proche banlieue portent ce nom. Au-delà de Romainville, elle a été renommée avenue Lénine sur une courte distance, puis reprend après son nom d'origine.
La rue de Paris est le sujet d'un des clichés de la série photographique 6 mètres avant Paris, réalisée en 1971 par Eustachy Kossakowski.

## Bâtiments remarquables et lieux de mémoire
- Hôtel de ville des Lilas.
- Ancienne gendarmerie, construite en 1887, acquise par la Ville en 2008 qui l'affecte à la Direction générale des services techniques municipaux[3].
- Théâtre du Garde-Chasse, construit en 1902.

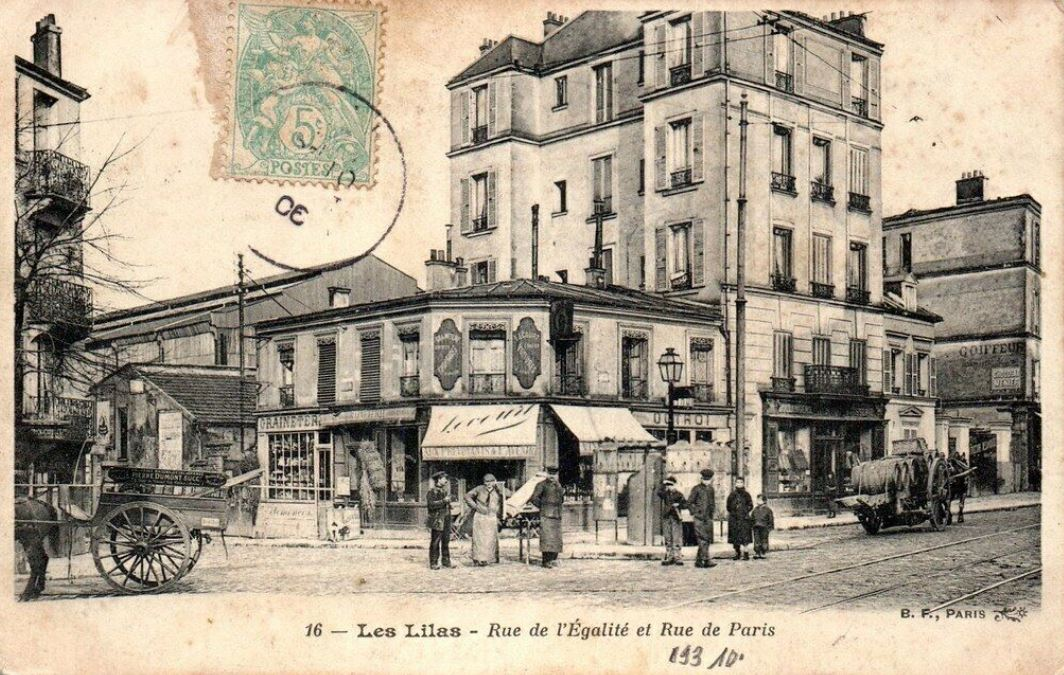
Rue de l'Égalité et rue de Paris
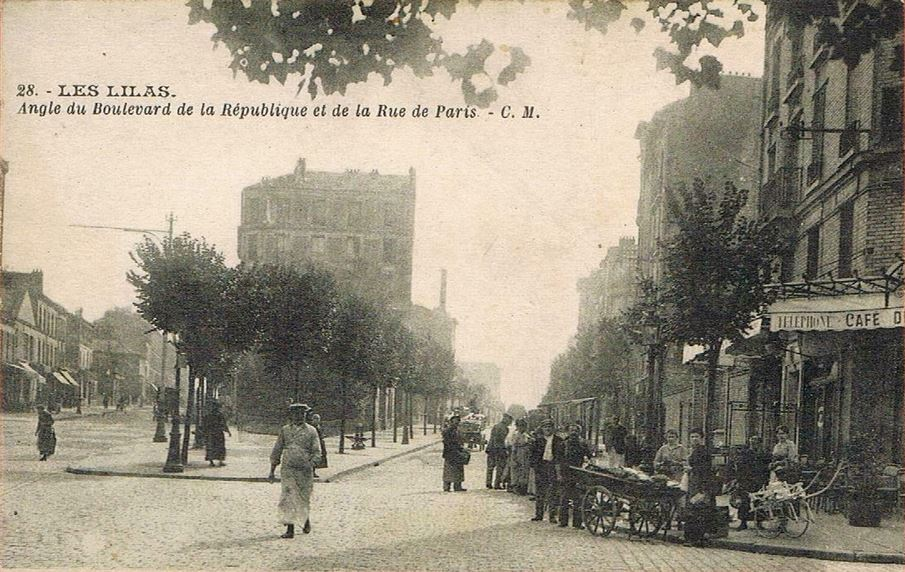
Rue de Paris et le boulevard de la République
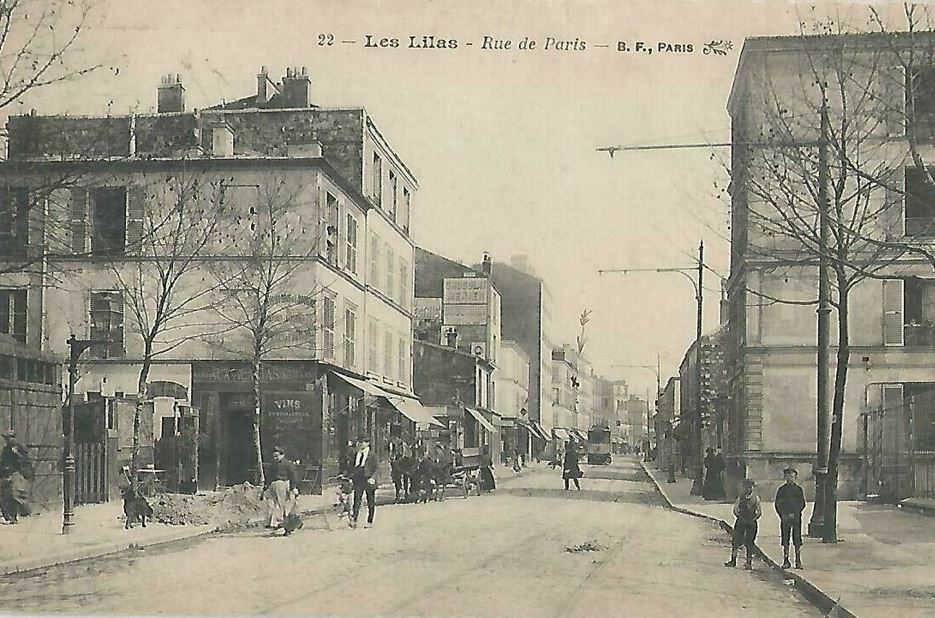
La rue de Paris
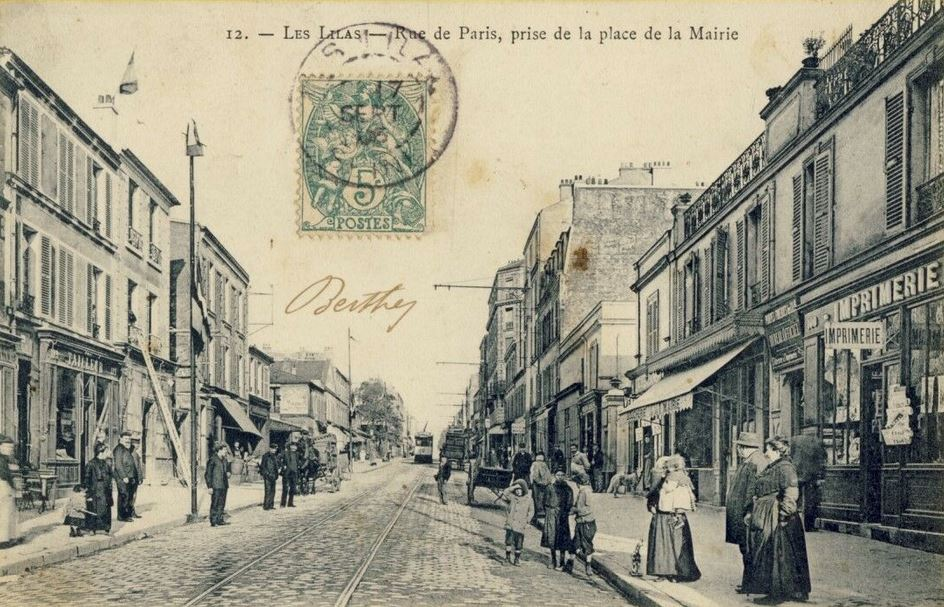
À la place de la Mairie
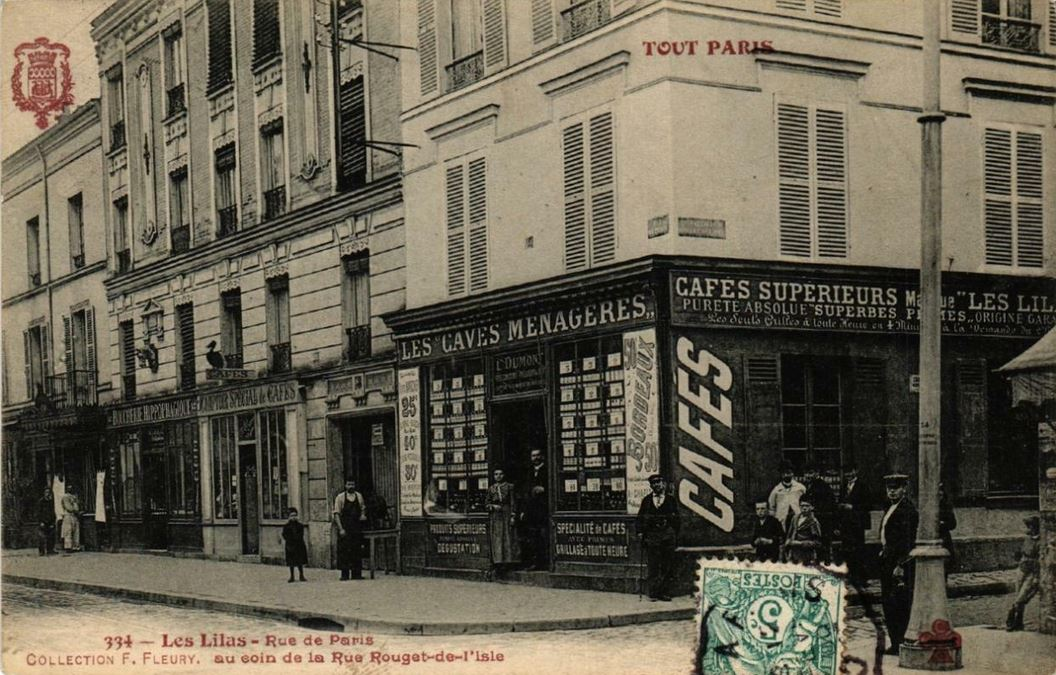
Au carrefour de la rue Rouget-de-l'Isle